# Državna cesta D9
D9 je državna cesta u Hrvatskoj. Ukupna duljina iznosi 10,9 km.